# Centre national de formation d'apprentis facteurs d'orgues
Pour les articles homonymes, voir CNFA.
Le Centre national de Formation de la Facture d'orgues (CFFO) est situé dans la commune française d'Eschau, circonscription administrative du Bas-Rhin et, depuis le 1er janvier 2021, dans le territoire de la Collectivité européenne d'Alsace, en région Grand Est. 
Il accueille les apprentis des entreprises de facture d'orgues de toute la France étant le seul centre de formation destiné à ce métier en France. 
Le CFFO, basé au n°21 rue des Fusiliers Marins, trouve sa place au sein d'un Centre de Formation d'Apprentis (CFA) géré par la Chambre de métiers d'Alsace.

## Historique
En 1979 se forme le Groupement professionnel des facteurs d'orgues (GPFO) avec pour premier objectif : la pérennisation du métier avec la création d'un certificat d’aptitude professionnelle « facteur d'orgues » qui est un diplôme de l’Éducation nationale de niveau V, se préparant dans le cadre d’un contrat d’apprentissage de trois années.
En parallèle à la création de ce nouveau diplôme, il fallait créer une école avec un financement, des enseignants et une structure. Pour le financement, les services de l'État ont été sollicités. Le GPFO se chargeant de la formation professionnelle, la solution pour les matières générales a été de rejoindre un centre de formation d'apprentis (CFA). La région Alsace et sa Chambre de métiers ont accepté la demande. Ainsi la structure était trouvée tant pour ce qui concerne les locaux (ateliers et salles de cours) que pour la gestion de l'ensemble.
En septembre 1985 débute la première formation au Centre national de formation d'apprentis facteurs d'orgues (CNFA-FO), seul centre de formation pour la facture d'orgues en France.
Le 26 avril 1996, création du CAP tuyautier en orgue, pour compléter cette formation unique.
En 2013, le CNFA change de nom et devient le "Centre de formation de la facture d'orgues (CFFO)"
Le 8 mars 2014, parait le décret d'application portant création de la spécialité "artisanat et métiers d'art - facteur d'orgues" du baccalauréat professionnel avec options :
- Facteur d'Orgues Organier
- Facteur d'Orgues Tuyautier

Les deux anciens diplômes niveau V (CAP facteur d'orgues et tuyautier en orgues) disparaissent au profit du BAC PRO niveau IV. (La dernière session pour les CAP a lieu en juin 2016).

### Bibliographie

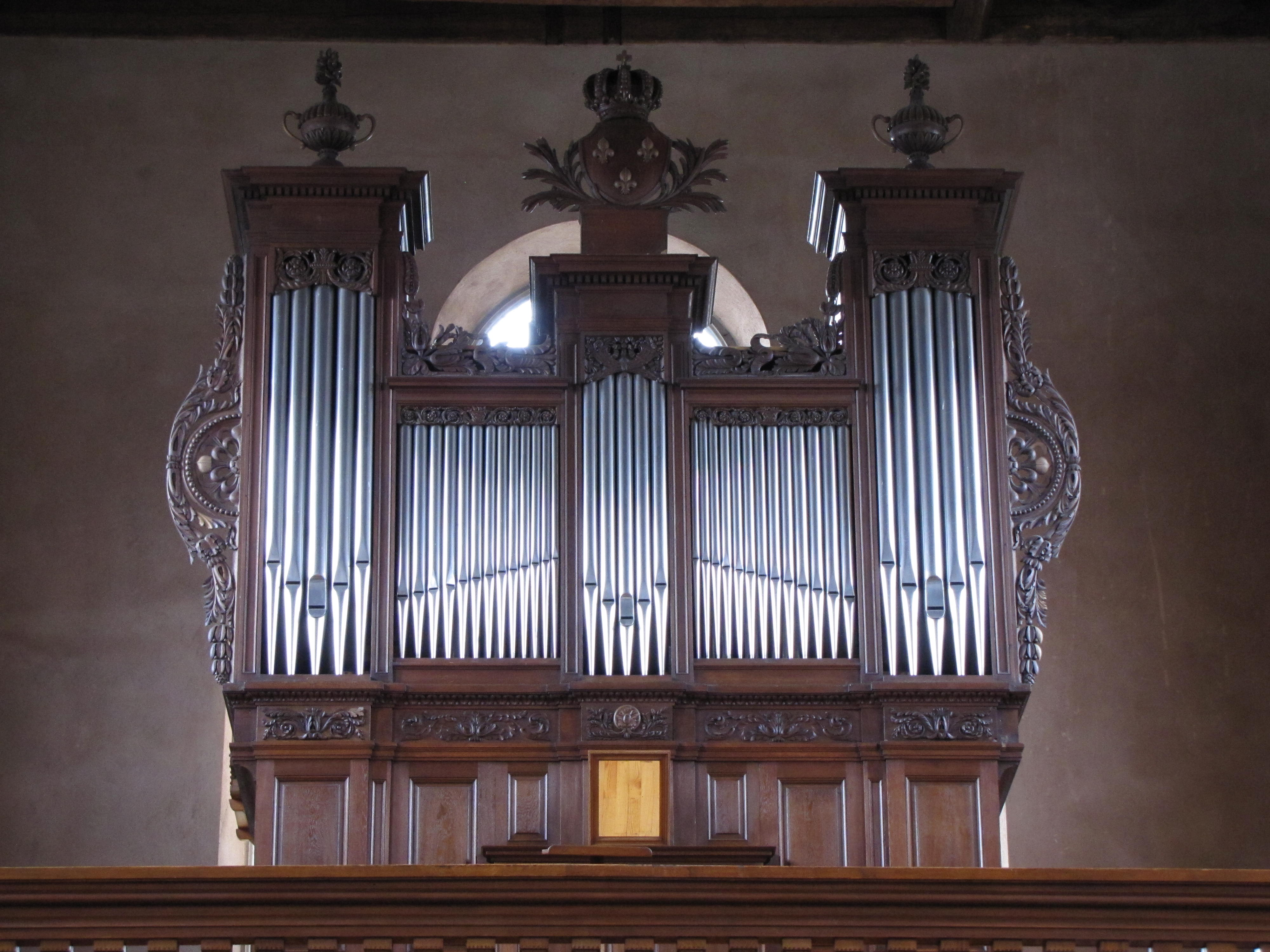
Orgue Michel Stiehr-Kern (1817-1967) de l'église Saint-Trophime d'Eschau.